# Wakko's Wish
Wakko's Wish (Brasil: Os Animaniacs e a Estrela dos Desejos / Portugal: Animaniacs, o Desejo de Wakko) é um filme de animação de tipo tragicomédia, lançado VHS em 1999 e baseado na série Animaniacs e Pinky and the Brain produzida pela Warner Bros. O filme foi dirigido e produzido por Liz Holzman, Rusty Mills e Tom Ruegger e produzido por Steven Spielberg.

## Vozes na versão original
- Rob Paulsen - Yakko Warner, Pinky e Dr. Rascahuele
- Jess Harnell - Wakko Warner
- Tress MacNeille - Dot Warner, Marita Hippo, Hola Enfermera e a mãe de Mindy
- Maurice LaMarche - Cérebro e Squit
- Sherri Stoner - Slappy Esquilo
- Nathan Ruegger - Skippy Esquilo
- Nancy Cartwright - Mindy
- Frank Welker - Botones, Ralph, Baron von Plotz, Runt e Flavio Hippo
- Chick Vennera - Pesto
- John Mariano - Bobby
- Bernadette Peters - Rita
- Paxton Whitehead - Rei Salazar
- Ben Stein
- Jeff Bennett - Baloney e o capitão da guarda
- Paul Rugg - Sr. Director
- Julie Brown - Minerva Mink
- Tom Bodett - Narrador